# Cratoptera porimata
Cratoptera porimata är en fjärilsart som beskrevs av Walker 1860. Cratoptera porimata ingår i släktet Cratoptera och familjen mätare. Inga underarter finns listade i Catalogue of Life.